# Mametz (Somme)
Mametz (picardisch: Mamé) ist eine Commune déléguée in der nordfranzösischen Gemeinde Carnoy-Mametz mit 172 Einwohnern (Stand 1. Januar 2022) im Département Somme in der Region Hauts-de-France.

## Geographie
Die rund 6,5 km östlich von Albert gelegene Gemeinde an der Départementsstraße D64 ist vorwiegend agrarisch strukturiert.

## Geschichte
Die Gemeinde, deren Herrschaft im frühen 14. Jahrhundert genannt wird, war in der Schlacht an der Somme im Juli 1916 und auch im August 1918 heftig umkämpft und wurde völlig zerstört. Sie erhielt als Auszeichnung das Croix de guerre 1914–1918.
Die Gemeinde Mametz wurde am 1. Januar 2019 mit Carnoy zur Commune nouvelle Carnoy-Mametz zusammengeschlossen. Sie hat seither den Status einer Commune déléguée. Die Gemeinde Mametz gehörte zum Kanton Albert und war Teil der Communauté de communes du Pays du Coquelicot.

## Einwohner
| 1962 | 1968 | 1975 | 1982 | 1990 | 1999 | 2006 | 2010 |
| ---- | ---- | ---- | ---- | ---- | ---- | ---- | ---- |
| 150  | 150  | 174  | 188  | 177  | 165  | 165  | 165  |

## Verwaltung
Bürgermeister (maire) ist seit 2008 Stéphane Brunel.	

## Sehenswürdigkeiten
- Kirche Saint-Martin
- Denkmal für die 38. Walisische Division im Bois de Mametz nordöstlich des Orts
- Britischer Soldatenfriedhof

## Persönlichkeiten
- Louis François Solente, seit 1866 Mitglied der Ehrenlegion.
- Robert Solente, geboren 1908 in Mametz, Ritter der Ehrenlegion.